# آرش، کونتال
آرش (به فرانسوی: Arches) یک کمون در فرانسه است که در کانتال واقع شده‌است. آرش ۱۶٫۱۵ کیلومتر مربع مساحت دارد ۶۳۰ متر بالاتر از سطح دریا واقع شده‌است.